# 寺本潤
寺本潤（てらもと じゅん、1971年4月26日 - ）は、日本の実業家、経営者。株式会社エントリー代表取締役社長を務める。

## 来歴
1971年、大阪府に生まれる。大阪府立渋谷高等学校卒業。デザインの専門学校を卒業したのち、大阪のディスプレイ会社や広告代理店でのディレクター職を勤務を経験。1995年、阪神・淡路大震災をきっかけに転職活動を行う。
次の仕事が見つかるまでのつなぎのつもりで短期の人材派遣会社株式会社フルキャストに登録。正社員となり、創業者であり社長の平野岳史に出会ったことで刺激を受け、寺本自身もいつか同社で社長となることを志すようになる。支店長、エリアマネージャー、執行役員を経て、入社14年目に社長に就任した。
しかしベンチャースピリット溢れる経営を好む寺本にとって、リーマン・ショック後の会社経営は思い描いていた経営とは異なるものであった。そこでもう一度ゼロから同じ志を持つ仲間とともに理想の会社を作る決意をし、1年で社長を退任する。
2013年、株式会社エントリーの母体となった会社の経営に参画。2014年、その会社の株を買い取り自らが代表に就任。その後、社名を「株式会社エントリー」に変更し、短期の人材派遣に特化した人材派遣業を開始した。

## 人物
- 社員に対しては家族主義の理念を持つ。前職で社員の大量解雇を迫られた辛い経験から、どんな場面でも社員は解雇しないと決めている。寺本自ら新入社員の実家に足を運ぶ家庭訪問を行う[6][7]。
- 尊敬する人物は松下幸之助。
- 好きなお土産ベスト3は、1位赤福、2位博多通りもん、3位萩の月。
- 休日の過ごし方は、ゴルフ、サウナ、野球観戦[1]。阪神ファンであり、株式会社エントリーが冠スポンサーとなった「バイトするならエントリーナイター」（阪神タイガース vs 横浜DeNAベイスターズ 戦）の始球式ではピッチャーを務めた[8]。